# Roeseliodes celsusalis
Roeseliodes celsusalis är en fjärilsart som beskrevs av William Schaus 1934. Roeseliodes celsusalis ingår i släktet Roeseliodes och familjen mott. Inga underarter finns listade i Catalogue of Life.